# Estación de Elgg
La estación de Elgg es una estación ferroviaria de la comuna suiza de Elgg, en el Cantón de Zúrich.

## Historia y situación
La estación de Elgg fue inaugurada en el año 1855 con la puesta en servicio de la línea Wil - Winterthur por parte del Sankt Gallisch-Appenzellischen Eisenbahn. En 1902 fue integrada en los SBB-CFF-FFS.
Se encuentra ubicada en el norte del núcleo urbano de Elgg, en el borde sur de la zona conocida como nuevo Elgg. Cuenta con un único andén central al que acceden dos vías pasantes, a las que hay que añadir otra vía pasante y dos haces de vías muertas, uno en el este y otro en el oeste de la estación.
En términos ferroviarios, la estación se sitúa en la línea Wil - Winterthur. Sus dependencias ferroviarias colaterales son la estación de Aadorf hacia Wil, y la estación de Schottikon en dirección Winterthur.

## Servicios ferroviarios
Los servicios ferroviarios de esta estación están prestados por SBB-CFF-FFS:

### S-Bahn Zúrich
La estación está integrada dentro de la red de trenes de cercanías S-Bahn Zúrich, y en la que efectúan parada los trenes de una línea perteneciente a S-Bahn Zúrich:
- S 12 Brugg – Altstetten – Zúrich HB – Stadelhofen – Winterthur – Schaffhausen/Wil
- S 35 Winterthur - Elgg – Wil